# Rider R-4
Il Rider R-4 "Firecracker" è un aereo da competizione progettato e costruito per partecipare alle National Air Races statunitensi tenutesi nella seconda metà degli anni trenta.

## Storia del progetto
Keith Rider, un pilota californiano veterano delle corse aeree, realizzò per la stagione 1936, due nuovi velivoli sostanzialmente identici, l'R-4 "Firecracker" e l'R-5 "Jackrabbit". 
Il velivolo (matricola NR-261Y) completamente dipinto di giallo, venne equipaggiato con un propulsore Menasco B6S Buccaneer della cilindrata di 489 cu.in. (8,01 litri), e ricevette il numero di gara 70. L'aereo volò per la prima volta nelle mani del collaudatore Roger Don Rae, già pilota del precedente Rider R-1.

## Tecnica
Monoplano ad ala bassa, monomotore, di costruzione mista in acciaio, legno e tela, per competizione. La fusoliera monoscocca, costruita in tubi d'acciaio, era ricoperta con pannelli di compensato rivestiti di tela. L'impennaggio di coda era del tipo classico monoderiva, dotato di piani orizzontali controventati, rivestiti in metallo, così come il timone. La configurazione alare era monoplana ad ala bassa, di costruzione lignea, bilongherone, con profilo simmetrico e rivestimento in compensato ricoperto da tela. Il carrello d'atterraggio era un triciclo posteriore retrattile, con le gambe principali che rientravano verso l'interno, dotato di pattino di coda.
Il singolo pilota era ospitato in una cabina di pilotaggio chiusa, posizionata dietro all'ala, e dotata di parabrezza anteriore.
La propulsione era affidata ad un motore linea Menasco B6S Buccaneer a 6 cilindri, raffreddati ad aria, erogante la potenza di 200 hp e azionante un'elica bipala.

## Impiego operativo
Nelle mani di Rae l'aereo disputò le National Air Races tenutesi sull'aeroporto di Mines Field, Los Angeles (California) tra il 3 e il 5 settembre di quell'anno, vincendo nella categoria riservata agli aerei con propulsore di cilindrata fino a 550 cu.in. (8,91 litri). La Shell Speed Dashes fu vinta ad una velocità di 362,988 km/h (225,544 mph), e l'aereo si classificò al terzo posto nel Thompson Trophy.
Verso la fine dell'anno il pilota Bill Schoenfeldt acquistò l'R-4, ed incaricò il team che aveva originariamente realizzato il velivolo di ricostruire l'aereo. Il motore B6S Buccaneer fu sostituito con uno della versione C6S-4 Super Buccaneer a 6 cilindri, erogante 260 hp ed espressamente costruito per le corse aeree. Questo propulsore fu afflitto da notevoli problemi di surriscaldamento, tanto che l'aereo dovette ritornare in fabbrica affinché i problemi venissero risolti definitivamente. L'aereo fu ridenominato "Schoenfeldt-Firecracker" e ritornò alle gare durante le International Air Races tenutesi a St. Louis, tra il 29 e il 31 maggio 1937. Pilotato da Gus Gotch si classificò al secondo posto alle spalle di Marion McKeen sul Brown "Miss Los Angeles". Al termine della gara Gotch danneggiò l'aereo durante la corsa di atterraggio, e questo fatto eliminò il velivolo dalle gare che dovevano tenersi il giorno successivo. Schoenfeldt fece arrivare un pezzo di ricambio per l'elica seriamente danneggiata dalla Story-Gawley Co. di Los Angeles durante il corso della notte. Tuttavia quando l'elica arrivò si constatò che il mozzo aveva perforato il propulsore Super Buccaneer, ed Ole Fahlin, proprietario della Fahlin Propeller Co., presente alle corse, intervenne in soccorso di Schoenfeldt. L'elica fu inviata presso il suo stabilimento di Marshall, Missouri, dove fu raddrizzata e bilanciata.

Pur con il muso danneggiato l'aereo fu pronto per l'ultimo giorno di gare, il 30 maggio, in tempo per partecipare al Memorial Day e al Missouri Brewer's Association Trophy. Gotch vinse la gara facendo registrare una velocità di 404,9 km/h (251,6 mph) Al termine delle gare il velivolo ritornò a Los Angeles per completare le necessarie riparazioni in vista della sua partecipazione al Thompson Trophy. Alle National Air Race tenutesi a Cleveland (Ohio) tra il 3 e il 6 settembre Gotch ebbe ulteriori problemi ma riuscì ad arrivare terzo nel Greve Race con 372,71 km/h (231,59 mph), classificandosi settimo nel Thompson Trophy ad una velocità di 350,53 km/h (217,81 mph).
Durante il corso del 1938 il "Firecracker" fu nuovamente modificato e partecipò alle International Air Races di Oakland, California, svoltesi tra il 28 e il 30 maggio. Il pilota Tony LeVier vinse due gare, LeVier partecipò anche alle National Air Races di quell'anno, vincendo il Greve Trophy ad una velocità di 403,762 km/h (250,89 mph). Esaltato dalla sua vittoria LeVier atterrò ad alta velocità oltrepassando la pista principale per toccare terra su quella trasversale. Quando il velivolo toccò terra con il muso, nell'impatto si ruppero entrambi i longheroni alari, che squarciarono il rivestimento in compensato. I danni pregiudicarono la partecipazione del "Firecracker" al successivo Thompson Trophy.
Il lavoro di riparazione risultò lungo ma l'aereo fu pronto per le Nationals Air Races del 1939. Durante lo svolgimento della Greve Race il motore del "Firecracker" incominciò a perdere colpi nel corso dell'undicesimo giro e il pilota fu costretto a ritirarsi. Rimesso a punto l'aereo per il Thompson Trophy, LeVier passò in testa durante il quinto giro, ma fu superato da Turner, finendo al secondo posto.
All'inizio della seconda guerra mondiale l'R-4 "Firecracker" venne immagazzinato, e successivamente cannibalizzato per fornire parti di ricambio necessarie per altri tipi di aeromobili. 
Una replica dello "Schoenfeldt Firecracker" è attualmente esposta presso il Planes of Fame Air Museum di Chino, California.

### Periodici
- (EN) Jack Cox, The Keith Rider R-5 "Jackrabbit", in Sport Aviation, London, settembre 1982.
- (EN) Dennis Parks, Vintage Literature, in Vintage Aeroplane, vol. 19, n. 12, Oshkosh, EAA Antique Classic Division Inc., dicembre 1991.
- (EN) VAA News, in Vintage Aeroplane, vol. 31, n. 2, Oshkosh, EAA Antique Classic Division Inc., febbraio 2003,  p. 2.